# Роуз Тауншип (округ Джефферсон, Пенсільванія)
Роуз Тауншип (англ. Rose Township) — селище (англ. township) в США, в окрузі Джефферсон штату Пенсільванія. Населення — 1156 осіб (2020).

## Демографія
Згідно з переписом 2010 року, у селищі мешкало 1255 осіб у 486 домогосподарствах у складі 374 родин. Було 543 помешкання
Расовий склад населення:
| - 98,5 % — білих - 0,4 % — корінних американців - 0,1 % — вихідців з тихоокеанських островів |

До двох чи більше рас належало 1,0 %. Частка іспаномовних становила 0,4 % від усіх жителів.
За віковим діапазоном населення розподілялося таким чином: 23,2 % — особи молодші 18 років, 61,0 % — особи у віці 18—64 років, 15,8 % — особи у віці 65 років та старші. Медіана віку мешканця становила 42,0 року. На 100 осіб жіночої статі у селищі припадало 101,1 чоловіків;  на 100 жінок у віці від 18 років та старших — 99,6 чоловіків також старших 18 років.
Середній дохід на одне домашнє господарство  становив 59 774 долари США (медіана — 61 094), а середній дохід на одну сім'ю — 63 630 доларів (медіана — 64 083). Медіана доходів становила 47 614 долари для чоловіків та 26 528 доларів для жінок. За межею бідності перебувало 10,7 % осіб, у тому числі 16,6 % дітей у віці до 18 років та 5,5 % осіб у віці 65 років та старших.
Цивільне працевлаштоване населення становило 640 осіб. Основні галузі зайнятості: освіта, охорона здоров'я та соціальна допомога — 26,6 %, виробництво — 16,3 %, роздрібна торгівля — 10,2 %, мистецтво, розваги та відпочинок — 8,3 %.